# Кубок Атлантики по футболу среди южноамериканских клубов
Кубок Атлантики (порт.-браз. Copa do Atlântico/Taça do Atlântico или исп. Copa del Atlántico), в некоторых источниках Южноамериканский Атлантический Кубок (исп. La Copa Sudamericana del Atlántico) или Турнир Атлантики (исп. Torneo del Atlántico) — клубный футбольный турнир, три розыгрыша которого прошли в 1947, 1956 и 1972 годах. В нём принимали участие клубы Аргентины, Бразилии и Уругвая. Первый розыгрыш проводился, чтобы показать сильнейшую в Южной Америке футбольную страну. Подсчет очков вёлся не только среди конкретных клубов, но и среди стран, которые эти клубы представляли. Победителем стал Уругвай, набравший усилиями своих команд 11 очков. Второй розыгрыш прошёл в 1956 году. В нём уже не учитывались совокупные очки стран. До финала дошли «Бока Хуниорс» и «Коринтианс», однако сама финальная игра не состоялась по ряду причин. Потому победителями можно считать обе команды. Третий турнир состоялся в 1972 году, как продолжение Золотого кубка Мар-дель-Платы, однако под историческим названием «Кубок Атлантики». В розыгрыше из 4 команд победил «Палмейрас».

## Розыгрыши
| Кубок Атлантики | Кубок Атлантики                     | Кубок Атлантики                     | Кубок Атлантики | Кубок Атлантики |
| Год             | Место                               | Место                               | Место           | Место           |
| Год             | Чемпион                             | Второе место                        | Третье место    | Четвёртое место |
| --------------- | ----------------------------------- | ----------------------------------- | --------------- | --------------- |
| 1947 Детали     | Бока Хуниорс Насьональ (Монтевидео) | Бока Хуниорс Насьональ (Монтевидео) | Пеньяроль       | Ривер Плейт     |
| 1956 Детали     | Бока Хуниорс Коринтианс             | Бока Хуниорс Коринтианс             | Ланус Сан-Паулу | Ланус Сан-Паулу |
| 1972 Детали     | Палмейрас                           | Сан-Лоренсо                         | Пеньяроль       | Бока Хуниорс    |